# Pomeni imen asteroidov: 46001–47000
Pregled pomenov imen asteroidov (malih planetov) od številke 46001 do 47000, ki jim je Središče za male planete dodelilo številko in so pozneje dobili tudi uradno ime  v skladu z dogovorjenim načinom imenovanja. Pregled je preverjen z Schmadelovim “Slovarjem imen malih planetov” (“Dictionary of Minor Planet Names”). 
Pregled pojasnjuje izvor oziroma pomen imen asteroidov, ki ga je priznala Mednarodna astronomska zveza (IAU). Nekateri asteroidi imajo imajo dodatno pojasnilo o izvoru imena, ki pa vedno ni popolnoma zanesljivo (oznaka “†” ali “‡“). 
| Ime                  | Začasna oznaka | Izvor imena |
| 46001–46100          | 46001–46100    | 46001–46100 |
| -------------------- | -------------- | --- |
| 46053 Davidpatterson | 2001 DB77      | David Patterson, ameriški ljubiteljski astronom, ustanovni član Astronomskega kluba Huachuca (Huachuca Astronomy Club) † Arhivirano 2005-03-06 na Wayback Machine. ‡                                                                            |
| 46095 Frédérickoby   | 2001 ER25      | Frédéric-Édouard Koby, švicarski oftalmolog in paleontolog, specialist za jamske medvede † |
| 46101–46200          |                | |
| 46201–46300          |                | |
| 46280 Hollar         | 2001 KD18      | Václav Hollar (1607 – 1677), češki slikar in grafik † |
| 46301–46400          |                | |
| 46392 Bertola        | 2002 AO6       | Francesco Bertola, italijanski pisec knjig o zgodovini astronomije, profesor astrofizike in direktor Oddelka za astronomijo na Univerzi v Padovi †                                                                                              |
| 46401–46500          |                | |
| 46441 Mikepenston    | 2002 LE30      | Michael Penston, britanski astronom † |
| 46442 Keithtritton   | 2002 LK35      | Keith P. Tritton, britanski astronom; odkritelji so nedavno odkrili, da je njegov kratkoperiodični komet D/1978 C1 danes znan kot 157P/Tritton †                                                                                                |
| 46501–46600          |                | |
| 46514 Lasswitz       | 1977 JA        | Kurd Lasswitz (1848 – 1910), nemški filozof in pesnik † |
| 46563 Oken           | 1991 RY3       | Lorenz Oken (1779 – 1851), nemški profesor medicine in romantični prirodoslovni filozof, ustanovitelj Zveze namških raziskovalcev narave in zdravnikov (Gesellschaft Deutscher Naturforscher und Ärzte) †                                       |
| 46568 Stevenlee      | 1991 SL        | Steven Lee, avstralski astronom, odkritelj kometa C/1999 H1 (Lee) † |
| 46601–46700          |                | |
| 46610 Bésixdouze     | 1993 TQ1       | število 46610 (številka asteoida) zapisana v šestnastiškem številskem sistemu je B612, kar je v francoščini "bé-six-douze" (pomeni "b-šest-dvanajst"), to pa je oznaka izmišljenega planeta na katerem je živel Mali princ †                    |
| 46643 Yanase         | 1995 KM        | Takaši Janase (rojen 1919), japonski izdelovalec risank † |
| 46644 Lagia          | 1995 OF        | Livia "Lagia" Giacomini, italijanski znanstveni časnikar in astrofizik † |
| 46692 Taormina       | 1997 CW1       | mesto in občina Taormina, Sicilija, Italija † |
| 46701–46800          |                | |
| 46702 Linapucci      | 1997 DX        | Lina Pucci, mati prvega odkritelja † |
| 46719 Plantade       | 1997 PJ        | François de Plantade, francoski kartograf in astronom, ustanovitelj Kraljeve znanstvene družbe Montpellierja (Société royale des sciences de Montpellier) c46719 †]                                                                             |
| 46720 Pierostroppa   | 1997 PO4       | Piero Stroppa, italijanski učitelj fizike in popularizator astronomije, ki je delal za časopis Nuovo Orione † |
| 46731 Prieurblanc    | 1997 TB18      | Pierre Prieur-Blanc, eden izmed treh ljudi, ki so bili vključeni v izdelavo koronografske postaje na Pic de Château-Renard pri Saint-Véranu v francoskem departmaju Hautes-Alpes, postaja pripada Observatoriju Pariz (Observatoire de Paris) † |
| 46737 Anpanman       | 1997 VO        | Anpanman, junak iz risanke Takaši Janaseja, † |
| 46793 Phinney        | 1998 JP        | Jeffrey L. Phinney, ameriški astronom † |
| 46801–46900          |                | |
| 46901–47000          |                | |
| 46977 Krakow         | 1998 SE144     | mesto Krakow, Poljska † |

| Predhodnik: 45001–46000 | Pomeni imen asteroidov Seznam asteroidov (46001-46250) Seznam asteroidov (46251-46500) Seznam asteroidov (46501-46750) Seznam asteroidov (46751-47000) | Naslednik: 47001–48000 |